# Parque Comercial Ronda Norte (Cáceres)
El Parque Comercial Ronda Norte de Cáceres (de forma abreviada, P.C. Ronda Norte) es un complejo comercial situado en el Distrito Norte de Cáceres, la zona del núcleo urbano de mayor expansión de la ciudad.
Se localiza junto a la Ronda Norte de la ciudad.
El proyecto de este parque comercial fue realizado por Bogaris y tiene una superficie de 15 916 metros cuadrados, de los cuales 7280 m² corresponden a la superficie comercial de los 7 establecimientos minoristas, es resto de la superficie corresponde a los viales y zona de aparcamiento (abierta las 24 horas del día).
El 25 de abril de 2016 se hace oficial la adquisición de este Parque Comercial por Redevco Iberian Venture, una joint venture formada por Redevco y Ares Management.

## Empresas instaladas
Las empresas que forman parte de este complejo son, por orden alfabético:
- Un supermercado Aldi.
- Un Burger King.
- La empresa extremeña de electrodomésticos, Electrocash.
- Una tienda de ropa deportiva, Sprinter.
- Una tienda de calzado, Merkal Calzados.
- Hiper Euro, un bazar de grandes dimensiones.
- Un servicio de autolavado de "El elefante azul".
- Una gasolinera Low Cost denominada 'Gasolinera Cáceres', cuyo propietario es Galp.

- Datos: Q25405862